# Де Симоне, Роберто
Роберто де Симоне (итал. Roberto de Simone; 25 августа 1933, Неаполь — 6 апреля 2025, Неаполь) — итальянский актёр и композитор.
Его фильмография:

## Биография
Внук Роберто Де Симоне (актёр театра и кино), он родился в Неаполе на Виа Пигнасекка, улице у подножия Испанского квартала между Виа Толедо и Пьяцца Монтесанто.
Роберто Де Симоне был директором лирического театра в Неаполе. Преподавал в Академии изящных искусств в Неаполе. Он был художественным директором театра «Сан-Карло» и директором консерватории Сан-Пьетро-а-Майелла в Неаполе.
Умер 6 апреля 2025 года в возрасте 91 года.